# Carl Friedrich Wilhelm Braun
Karl Friedrich Wilhelm Braun (o: Friedrich Wilhelm Braun; Karl Friedr. Wilhelm Braun; Carl Friedrich Wilhelm Braun; C.F.W. Braun; Baruthinus pseudónimo; F. Braun; Friedrich Braun; nacido el 1 de diciembre de 1800 en Bayreuth, fallecido el † 20 de julio de 1864 ), fue un farmacéutico, botánico, geólogo, paleontólogo (más exactamente paleobotánico) alemán.

## Vida y obra
Durante su actividad como boticario en Ratisbona, se conecta Braun con el botánico Hoppe hacéndose amigos. Así retorna al estudio de la Botánica y acompañando en su expediciones botánicas a Hoppe en Salzburgo y en los Alpes Kärntner.
Braun trabajó activamente en estudios de minerales y maderas fósiles. Y fue adquiriendo méritos acerca de las petrificaciones en las colecciones de Erlangen. En esa Universidad obtuvo en 1840 su "Doctordiplom honoris causa"

## Algunas publicaciones
- Verzeichniss der in der Kreis-Naturalien-Sammlung zu Bayreuth befindlichen Petrefacten. Nachdruck [der Ausg.] Voss, Leipzig 1840. [Bayreuth], Naturwissenschaftliche Gesellschaft, 2004. (Berichte der Naturwissenschaftlichen Gesellschaft Bayreuth; Beiheft [5])
- Beiträge zur Urgeschichte der Pflanzen (Contribuciones a la prehistoria de las plantas). 1843 a 1854
- Ueber das Bayreuther versteinerte Holz (Acerca de maderas fosilizadas de Bayreuther). 1859
- Die Thiere in den Pflanzenschiefern der Gegend von Bayreuth. 1860
- Ueber Placodus gigas und Andriani. 1862
- Ueber Placodus quinimolaris. 1863

- La abreviatura «Braun» se emplea para indicar a Carl Friedrich Wilhelm Braun como autoridad en la descripción y clasificación científica de los vegetales.[1]